# Голос країни (дев'ятий сезон)
Голос країни (дев'ятий сезон) —  українське вокальне талант-шоу виробництва «1+1 Продакшн». 
Тренерами нового сезону стали Dan Balan, Потап, Monatik і Тіна Кароль. 
Прем'єра відбулася 20 січня 2019 року о 21-й годині на телеканалі «1+1». Перемогла Оксана Муха.

## Наосліп
| Випуск  | Тренери та їхні учасники                                                 | Тренери та їхні учасники                                                     | Тренери та їхні учасники                                                                    | Тренери та їхні учасники                                        |
| Випуск  | Балан                                                                    | Кароль                                                                       | Монатік                                                                                     | Потап                                                           |
| ------- | ------------------------------------------------------------------------ | ---------------------------------------------------------------------------- | ------------------------------------------------------------------------------------------- | --------------------------------------------------------------- |
| 01      | В'ячеслав Кретов Марина Фіжделюк Хейтам Рафі                             | Андрій Хайат Ксенія Бахчалова Лідія Горошко Девід Аксельрод                  | Андрій Хорисенко                                                                            | Роксолана Сирота Богдана Ренк                                   |
| 02      |                                                                          | Гульназ Хасанова Ніка Тупилко                                                | Даніель Швець Анастасія Каманіна Олександр Мороз Влад та Роман Таранцови Христина Сквірська | ансамбль «Шпилясті кобзарі» Ярослав Кошельник Вікторія Ягич     |
| 03      | Катерина Бегу Софія Шафір Михайло Дімов Самуеле Гріллі Владислав Чижиков | Роман Бурасанзве                                                             | Магдалена Паскар                                                                            | Валентин Колаковський Наталія Повстяна                          |
| 04      | Артем Ліска                                                              | Шайє Огенетіджирі Дар'я Храмова                                              | Вікторія Уварова Микола Задерей Анна Волобуєва Аліна Підлужна Марина Круть                  | Олександр Мельник Карина Арсентьєва                             |
| 05      | Сергій Костецький Володимир Зайончковський                               | «Leon Voci» Марія Нікуліна Данило Однораленко Яна Клявіня Анастасія Андреєва | Дарія Телітченко Наталя Краснянська Владислава Бердникова                                   | Наталя Корніленко Арсеній Журавель                              |
| 06      | Ангеліна Василевська Енрікеш Жоао Персіндо Герман Романченко             | Богдан Богославець Вікторія Боцвіна                                          | Андрій Карпов                                                                               | Микола Запорожан Аделіна Шевченко Катерина Гудим Катерина Гулюк |
| 07      | Гіоргі Дарахвелідзе Олександр Тесленко Оксана Муха                       | Дар'я Ворончук                                                               | Вікторія Олійник                                                                            | Артем Банар                                                     |
| Загалом | 17                                                                       | 17                                                                           | 17                                                                                          | 16                                                              |

## Бої
| Випуск | №  | Учасники                | Учасники                | Учасники                 | Учасники                 | Пісня                          | Тренер      |
| ------ | -- | ----------------------- | ----------------------- | ------------------------ | ------------------------ | ------------------------------ | ----------- |
| 08     | 1  | Олександр Мельник       | Олександр Мельник       | Наталія Повстяна         | Наталія Повстяна         | Shallow                        | Потап       |
| 08     | 2  | Марина Фіжделюк         | Марина Фіжделюк         | Ангеліна Василевська     | Ангеліна Василевська     | Край                           | Дан Балан   |
| 08     | 3  | Роман Бурасанзве        | Роман Бурасанзве        | Ксенія Бахчалова         | Ксенія Бахчалова         | Titanium                       | Тіна Кароль |
| 08     | 4  | Владислава Берднікова   | Дарія Телітченко        | Дарія Телітченко         | Наталя Краснянська       | Lady Marmalade                 | Монатік     |
| 08     | 5  | Аделіна Шевченко        | Аделіна Шевченко        | Вікторія Ягич            | Вікторія Ягич            | Пьяное солнце                  | Потап       |
| 08     | 6  | Оксана Муха             | Оксана Муха             | Михайло Дімов            | Михайло Дімов            | У темну нічку                  | Дан Балан   |
| 08     | 7  | «Leon Voci»             | «Leon Voci»             | Шайє Огенетіджирі        | Шайє Огенетіджирі        | Attention                      | Тіна Кароль |
| 08     | 8  | Микола Задерей          | Микола Задерей          | Анна Волобуєва           | Анна Волобуєва           | Два вікна                      | Монатік     |
| 08     | 9  | Карина Арсентьєва       | Карина Арсентьєва       | Катерина Гудим           | Катерина Гудим           | Cheap Thrills                  | Потап       |
| 08     | 10 | Сергій Костецький       | Сергій Костецький       | Хейтам Рафі              | Хейтам Рафі              | Aicha                          | Дан Балан   |
| 08     | 11 | Лідія Горошко           | Лідія Горошко           | Богдан Богословець       | Богдан Богословець       | Росте черешня в мами на городі | Тіна Кароль |
| 08     | 12 | Анастасія Каманіна      | Анастасія Каманіна      | Андрій Хорисенко         | Андрій Хорисенко         | Hymn of the Weekend            | Монатік     |
| 08     | 13 | Наталя Корніленко       | Наталя Корніленко       | Арсеній Журавель         | Арсеній Журавель         | Спи собі сама                  | Потап       |
| 08     | 14 | Владислав Чижиков       | Владислав Чижиков       | Володимир Зайончковський | Володимир Зайончковський | Can't Feel My Face             | Дан Балан   |
| 08     | 15 | Андрій Карпов           | Андрій Карпов           | Даніель Швець            | Даніель Швець            | It's a Man's World             | Монатік     |
| 08     | 16 | Андрій Хайат            | Андрій Хайат            | Гульназ Хасанова         | Гульназ Хасанова         | Равнодушие                     | Тіна Кароль |
| 09     | 1  | «Шпилясті кобзарі»      | «Шпилясті кобзарі»      | Катерина Гулюк           | Катерина Гулюк           | Ой, під вишнею                 | Потап       |
| 09     | 2  | Катерина Бегу           | Катерина Бегу           | Олександр Тесленко       | Олександр Тесленко       | I've Been Thinking About You   | Дан Балан   |
| 09     | 3  | Магдалена Паскар        | Магдалена Паскар        | Олександр Мороз          | Олександр Мороз          | Another love                   | Монатік     |
| 09     | 4  | Дар'я Храмова           | Дар'я Храмова           | Марія Никулина           | Марія Никулина           | Telephone                      | Тіна Кароль |
| 09     | 5  | Роксолана Сирота        | Роксолана Сирота        | Артем Банар              | Артем Банар              | Глубоко                        | Потап       |
| 09     | 6  | Гіоргі Дарахвелідзе     | Самуеле Гріллі          | Самуеле Гріллі           | Софія Шафір              | Батарейка                      | Дан Балан   |
| 09     | 7  | Вікторія Олійник        | Вікторія Олійник        | Вікторія Уварова         | Вікторія Уварова         | Bitanga                        | Монатік     |
| 09     | 8  | Данило Однораленко      | Данило Однораленко      | Дарина Ворончук          | Дарина Ворончук          | Say Something                  | Тіна Кароль |
| 09     | 9  | Ярослав Кошельник       | Ярослав Кошельник       | Микола Запорожан         | Микола Запорожан         | Confessa                       | Потап       |
| 09     | 10 | В'ячеслав Кретов        | В'ячеслав Кретов        | Герман Романченко        | Герман Романченко        | Join Me In Death               | Дан Балан   |
| 09     | 11 | Влад та Роман Таранцови | Влад та Роман Таранцови | Марина Круть             | Марина Круть             | Три хвилини                    | Монатік     |
| 09     | 12 | Анастасія Андреєва      | Вікторія Боцвіна        | Вікторія Боцвіна         | Ніка Тупилко             | Symphony                       | Тіна Кароль |
| 09     | 13 | Валентин Колаковский    | Валентин Колаковский    | Богдана Ренк             | Богдана Ренк             | Behind Blue Eyes               | Потап       |
| 09     | 14 | Енрікеш Жоао Персіндо   | Енрікеш Жоао Персіндо   | Артем Ліска              | Артем Ліска              | Hit the Road Jack              | Дан Балан   |
| 09     | 15 | Девід Аксельрод         | Девід Аксельрод         | Яна Клявіня              | Яна Клявіня              | Така як ти                     | Тіна Кароль |
| 09     | 16 | Аліна Підлужна          | Аліна Підлужна          | Христина Сквірська       | Христина Сквірська       | Цвіте терен                    | Монатік     |

### Результати боїв
Учасник — вкрадений учасник у суперника
| Випуск  | Тренери та їхні учасники                                                                 | Тренери та їхні учасники                                                 | Тренери та їхні учасники                                                        | Тренери та їхні учасники                                                        |
| Випуск  | Балан                                                                                    | Кароль                                                                   | Монатік                                                                         | Потап                                                                           |
| ------- | ---------------------------------------------------------------------------------------- | ------------------------------------------------------------------------ | ------------------------------------------------------------------------------- | ------------------------------------------------------------------------------- |
| 08      | Марина Фіжделюк Оксана Муха Хейтам Рафі Володимир Зайончковський                         | Ксенія Бахчалова «Leon Voci» Лідія Горошко Андрій Хайат                  | Дарія Телітченко Анна Волобуєва Андрій Хорисенко Андрій Карпов Гульназ Хасанова | Наталія Повстяна Вікторія Ягич Карина Арсентьєва Арсеній Журавель               |
| 09      | Катерина Бегу Олександр Мороз Гіоргі Дарахвелідзе В'ячеслав Кретов Енрікеш Жоао Персіндо | Дар'я Храмова Данил Однораленко Ніка Тупилко Артем Ліска Девід Аксельрод | Магдалена Паскар Вікторія Олійник Влад та Роман Таранцови Аліна Підлужна        | «Шпилясті кобзарі» Роксолана Сирота Ярослав Кошельник Марина Круть Богдана Ренк |
| Загалом | 9                                                                                        | 9                                                                        | 9                                                                               | 9                                                                               |

## Нокаути
| Випуск | №                       | Учасники                             | Пісня   | Тренер |
| ------ | ----------------------- | ------------------------------------ | ------- | ------ |
| 10     |                         |                                      |         |        |
| 1      | Дарія Телітченко        | This is me                           | Монатік |        |
| 2      | Андрій Карпов           | Зіронька                             | Монатік |        |
| 3      | Магдалена Паскар        | У мене немає дому                    | Монатік |        |
| 4      | Влад та Роман Таранцови | Made of Love                         | Монатік |        |
| 5      | Анна Волобуєва          | Крепче меня держи                    | Монатік |        |
| 6      | Аліна Підлужна          | Wonderful Life                       | Монатік |        |
| 7      | Андрій Хорисенко        | She Will Be Loved                    | Монатік |        |
| 8      | Гульназ Хасанова        | Imagine                              | Монатік |        |
| 9      | Вікторія Олійник        | Зроби мені хіп-хоп                   | Монатік |        |
| 1      | Вікторія Ягич           | Sweet Dreams                         | Потап   |        |
| 2      | Наталія Повстяна        | Облиш                                | Потап   |        |
| 3      | Роксолана Сирота        | In Your Eyes                         | Потап   |        |
| 4      | Ярослав Кошельник       | Дивлюсь я на небо, та й думку гадаю… | Потап   |        |
| 5      | Богдана Ренк            | Коханці                              | Потап   |        |
| 6      | Марина Круть            | Bohemian Rhapsody                    | Потап   |        |
| 7      | Арсеній Журавель        | Lady in Red                          | Потап   |        |
| 8      | «Шпилясті кобзарі»      | Шампанські очі                       | Потап   |        |
| 9      | Карина Арсентьєва       | The Diva Dance                       | Потап   |        |

| Випуск | №                        | Учасники                 | Пісня       | Тренер |
| ------ | ------------------------ | ------------------------ | ----------- | ------ |
| 11     |                          |                          |             |        |
| 1      | В'ячеслав Кретов         | I Want It All            | Дан Балан   |        |
| 2      | Оксана Муха              | Шуміла ліщина            | Дан Балан   |        |
| 3      | Володимир Зайончковський | Невеста                  | Дан Балан   |        |
| 4      | Катерина Бєгу            | Маечки                   | Дан Балан   |        |
| 5      | Енрікеш Жоао Пресіндо    | I'm Yours                | Дан Балан   |        |
| 6      | Олександр Мороз          | Who Is It                | Дан Балан   |        |
| 7      | Георгі Дарахвелідзе      | Сьюзі                    | Дан Балан   |        |
| 8      | Марина Фіжделюк          | Anywhere                 | Дан Балан   |        |
| 9      | Хейтам Рафі              | Dudu                     | Дан Балан   |        |
| 1      | Андрій Хайат             | Летить галка через балку | Тіна Кароль |        |
| 2      | Ксенія Бахчалова         | Hijo de la Luna          | Тіна Кароль |        |
| 3      | Лідія Горошко            | Тече вода                | Тіна Кароль |        |
| 4      | Данило Однораленко       | Don't Stop the Music     | Тіна Кароль |        |
| 5      | «Leon Voci»              | Зранку до ночі           | Тіна Кароль |        |
| 6      | Артем Ліска              | Hotline Bling            | Тіна Кароль |        |
| 7      | Девід Аксельрод          | Writing's on the Wall    | Тіна Кароль |        |
| 8      | Дар'я Храмова            | Dangerous Woman          | Тіна Кароль |        |
| 9      | Ніка Тупилко             | Вахтерам                 | Тіна Кароль |        |

## Прямі ефіри

### Чвертьфінал
| Випуск | №  | Учасники                | Пісня                                                          | Тренер      |
| ------ | -- | ----------------------- | -------------------------------------------------------------- | ----------- |
| 12     | 1  | Девід Аксельрод         | Who Wants to Live Forever / Show Must Go On / We Will Rock You | Тіна Кароль |
| 12     | 2  | Ксенія Бахчалова        | Шлях додому / Olei                                             | Тіна Кароль |
| 12     | 3  | Ніка Тупилко            | Ain’t No Sunshine                                              | Тіна Кароль |
| 12     | 4  | Андрій Хайат            | Ой, чий то кінь стоїть                                         | Тіна Кароль |
| 12     | 5  | Влад та Роман Таранцови | Giant                                                          | Монатік     |
| 12     | 6  | Аліна Підлужна          | Мовчати                                                        | Монатік     |
| 12     | 7  | Андрій Карпов           | Monster                                                        | Монатік     |
| 12     | 8  | Вікторія Олійник        | California Dreamin'                                            | Монатік     |
| 12     | 9  | Вікторія Ягич           | Drunk Groove                                                   | Потап       |
| 12     | 10 | Богдана Ренк            | Охрана_Отмена                                                  | Потап       |
| 12     | 11 | Арсеній Журавель        | Полюбэ                                                         | Потап       |
| 12     | 12 | Карина Арсентьєва       | Заманили                                                       | Потап       |
| 12     | 13 | Катерина Бєгу           | Hello                                                          | Дан Балан   |
| 12     | 14 | В'ячеслав Кретов        | Сонце                                                          | Дан Балан   |
| 12     | 15 | Хейтам Рафі             | Desert Rose                                                    | Дан Балан   |
| 12     | 16 | Оксана Муха             | Ворожка                                                        | Дан Балан   |

### Півфінал
| Випуск | №                                                                              | Тренер                                                                         | Учасники                                                                       | Пісня |
| ------ | ------------------------------------------------------------------------------ | ------------------------------------------------------------------------------ | ------------------------------------------------------------------------------ | ----- |
| 13     |                                                                                |                                                                                |                                                                                |       |
| 1      | Дан Балан                                                                      | Оксана Муха                                                                    | Два кольори                                                                    |       |
| 2      | Дан Балан                                                                      | Хейтам Рафі                                                                    | Seven Nation Army                                                              |       |
| 3      | Оксана Муха, Хейтам Рафі та Дан Балан «Hold On Love»                           | Оксана Муха, Хейтам Рафі та Дан Балан «Hold On Love»                           | Оксана Муха, Хейтам Рафі та Дан Балан «Hold On Love»                           |       |
| 4      | Потап                                                                          | Карина Арсентьєва                                                              | I Have Nothing                                                                 |       |
| 5      | Потап                                                                          | Вікторія Ягич                                                                  | Цвіте терен                                                                    |       |
| 6      | Карина Арсентьєва, Вікторія Ягич та Потап «Найкращий день»                     | Карина Арсентьєва, Вікторія Ягич та Потап «Найкращий день»                     | Карина Арсентьєва, Вікторія Ягич та Потап «Найкращий день»                     |       |
| 7      | Монатік                                                                        | Вікторія Олійник                                                               | Соколята                                                                       |       |
| 8      | Монатік                                                                        | Андрій Карпов                                                                  | Still Got the Blues                                                            |       |
| 9      | Вікторія Олійник, Андрій Карпов та Монатік «Uptown Funk / То, от чего без ума» | Вікторія Олійник, Андрій Карпов та Монатік «Uptown Funk / То, от чего без ума» | Вікторія Олійник, Андрій Карпов та Монатік «Uptown Funk / То, от чего без ума» |       |
| 10     | Тіна Кароль                                                                    | Девід Аксельрод                                                                | Минає день, минає ніч                                                          |       |
| 11     | Тіна Кароль                                                                    | Андрій Хайат                                                                   | Плакала                                                                        |       |
| 12     | Девід Аксельрод, Андрій Хайат та Тіна Кароль «Diamonds»                        | Девід Аксельрод, Андрій Хайат та Тіна Кароль «Diamonds»                        | Девід Аксельрод, Андрій Хайат та Тіна Кароль «Diamonds»                        |       |

### Фінал
| Випуск        | №           | Тренер                     | Учасники                                      | Пісня |
| ------------- | ----------- | -------------------------- | --------------------------------------------- | ----- |
| 14            |             |                            |                                               |       |
| Перша частина |             |                            |                                               |       |
| 1             | Дан Балан   | Оксана Муха                | Я піду в далекі гори                          |       |
| 2             | Монатік     | Вікторія Олійник           | Digitalization, Show Me Your Love, Funny Love |       |
| 3             | Потап       | Карина Арсентьєва          | Чекай                                         |       |
| 4             | Тіна Кароль | Андрій Хайат               | Весна                                         |       |
| Друга частина |             |                            |                                               |       |
| 5             | Потап       | Потап та Карина Арсентьєва | Shallow                                       |       |
| 6             | Дан Балан   | Балан та Оксана Муха       | Треба                                         |       |
| 7             | Тіна Кароль | Андрій Хайат               | Ніч яка місячна                               |       |
| Третя частина |             |                            |                                               |       |
| 8             | Потап       | Карина Арсентьєва          | I Will Always Love You                        |       |
| 9             | Дан Балан   | Оксана Муха                | Де ти тепер                                   |       |

## Див.також
- Голос країни (перший сезон)
- Голос країни (другий сезон)
- Голос країни (четвертий сезон)
- Голос країни (п'ятий сезон)
- Голос країни (шостий сезон)
- Голос країни (сьомий сезон)
- Голос країни (восьмий сезон)